# Racosperma lamprocarpum
Racosperma lamprocarpum là một loài thực vật có hoa trong họ Đậu. Loài này được (O. Schwarz) Pedley mô tả khoa học đầu tiên năm 2003.